# Jean Conan
Pour les articles homonymes, voir Conan.
Jean Conan né le 3 septembre 1765 dans le faubourg de Sainte-Croix à Guingamp (Côtes-d'Armor) et mort le 18 décembre 1834 à Trédrez est un poète français.

## Biographie
Jean Conan est fils de Guillaume Conan, un tisserand pauvre, et de Marie Maolou. 
Dès l’âge de 12 ans, Jean Conan rentre comme domestique à l’abbaye de Beauport, en Kerity-Paimpol où il passe des nuits entières à lire. 
En 1785, Jean Conan est affecté comme tambour dans une compagnie de chasseurs provinciaux à Guingamp. 
Il s’engage en 1786 pour la pêche à la morue à Terre-Neuve, embarquant sur le Sauvage, un bateau de 500 tonneaux, qui coule le 14 juin 1787, à la suite d'une tempête effroyable ; les naufragés se réfugient dans un canot et parviennent à accoster le lendemain près du Cap Saint-Jean (au nord-est de Terre-Neuve) ; hébergé chez des colons anglais au Havre de Fougue, puis chez des "sauvages" (Indiens de Terre-Neuve) ; il rentre en Bretagne, débarquant fin octobre 1787 à Brest ; il retourne à l’abbaye de Beauport où il se replonge à nouveau dans sa chère bibliothèque.
Il se marie le 24 janvier 1789 avec Marie-Jaquette Menguy ; il se remarie le 2 vendémiaire an VI (23 septembre 1797) avec Marie-Jeanne Le Thomet. 
L'abbaye de Beauport étant fermée en 1790 à la suite d'un décret de l'Assemblée constituante, les livres de sa bibliothèque sont dispersés. Jean Conan part alors pour l'Île Verte où se trouvait un couvent de Récollets dans lequel ne vivaient plus que six religieux avant leur dispersion en 1790. 
Le 24 février 1792, Jen Conan est enrôlé dans l'armée, participe à diverses campagnes militaires, à la prise des Tuileries le 10 août 1792, puis aux campagnes du Palatinat (septembre 1792-juillet 1793). Il est blessé en 1793 d’une balle dans la cuisse, puis réformé en 1794 à la suite d'un autre accident. Entre 1795 et 1800 il reprend du service comme vétéran et combat les Chouans, notamment à Saint-Nicolas-du-Pélem où il échappé de peu à la mort, et participe aux combats du bois de Malaunay, près de la chapelle Saint-Agathon (à proximité de Guingamp), le 6 floréal an IV (25 avril 1796) et du bois de Quélennec (en Saint-Connan). 
Revenu à la vie civile, il devient tisserand, d'abord dans le faubourg Sainte-Croix ( « Tout au long du XIXe siècle, le faubourg de Sainte-Croix sera celui de la misère ») , puis à Ploumilliau et, à partir de 1808 à Trédrez. Conan circule dans les fermes de Trédrez et Saint-Michel-en-Grève pour travailler à domicile chez les paysans. Pendant la journée il tisse de la toile puis, la nuit venue, il s’installe pour écrire.
Il décède le 18 décembre 1834 au convenant Kerautret en Trédrez ; il lègue à ses enfants, outre son métier à tisser, un bahut plein de manuscrits. 
François-Marie Luzel intervient trop tard pour sauver l’ensemble des manuscrits de Jean Conan que ses enfants avaient vendus comme papier d'emballage pour un écu de trois francs.

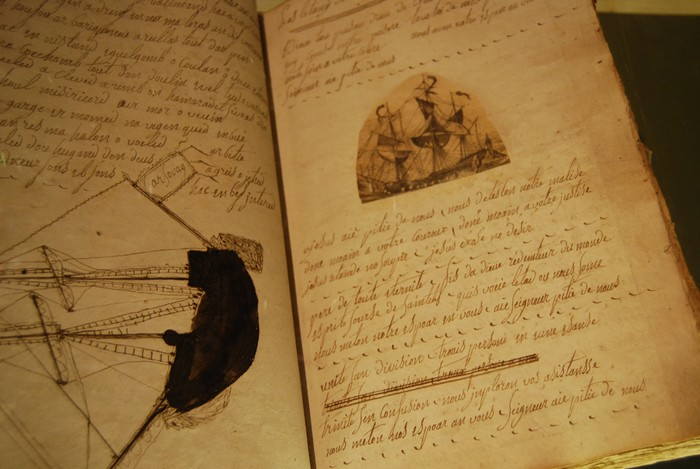
Page du manuscrit des Avanturio, Pleyber-Christ, château de Lesquiffiou.

Surnommé « Guingamp », il a écrit un récit autobiographique en breton de plusieurs milliers de vers pour raconter ses campagnes : Avanturio ar citoian Jean Connan a Voengamb (Les aventures du citoyen Jean Connan de Guengamp). Ce manuscrit a été retrouvé par hasard, relié dans une peau de vache, dans la bibliothèque du château de Lesquiffiou en Pleyber-Christ au début du XXe siècle. Jean Conan décrit en particulier ses tribulations de « soldat de l'an II », se qualifiant lui-même de « pauvre homme », et a rédigé ce texte à la fin de sa vie alors qu'il était installé comme tisserand dans le bourg de Tredrez. Son manuscrit a été analysé et présenté dans la revue citée en référence.

## Œuvre
Son œuvre se compose de sept manuscrits. Seuls quatre ont été retrouvés :
- Vie de Louis Eunius, 1847 ;
- Ar vue a Sant ar voan, 1827 ;
- La inosans reconnu a Santes Jenovefa, 1825 ;
- Avanturio ar Citoien Jean Conan a Voengamb, retrouvé dans la bibliothèque du château de Lesquiffiou, Skol Vreizh, Morlaix, volume de 320 pages, 1990. L’odyssée d'un breton en 7 050 vers bretons.

## Pour approfondir